# Benedito de Assis da Silva
Benedito de Assis da Silva (São Paulo, 12 de noviembre de 1952 - Curitiba, 6 de julio de 2014) fue un futbolista brasileño que jugaba en la demarcación de delantero.

## Biografía
En 1972 debutó como futbolista a los 20 años de edad con la Associação Atlética Francana, donde jugó durante un año antes de fichar por el São José EC, donde jugó 51 partidos y marcó 15 goles. Posteriormente jugó en el Inter de Limeira, y tras otro breve paso por la Associação Atlética Francana, fichó por el São Paulo FC, SC Internacional, Atlético Paranaense, y Fluminense FC, donde destacó mayormente como futbolista tras jugar 177 partidos y marcando 54 goles. Tras dejar el club cuatro años después jugó en el Atlético Paranaense, EC Pinheiros, Paysandu SC y finalmente en el Paraná Clube, donde se retiró en 1991.
Falleció el 6 de julio de 2014 en Curitiba a los 61 años de edad.

## Selección nacional
Jugó dos partidos amistosos con la selección de fútbol de Brasil. Hizo su debut el 10 de junio de 1984 en un partido contra Inglaterra, y once días después hizo lo propio con la selección de fútbol de Uruguay.

## Clubes
| Club                         | País   | Año         | Partidos | Goles |
| ---------------------------- | ------ | ----------- | -------- | ----- |
| Associação Atlética Francana | Brasil | 1972 - 1973 | ¿?       | ¿?    |
| São José EC                  | Brasil | 1973 - 1976 | 51       | 15    |
| Inter de Limeira             | Brasil | 1977        | ¿?       | ¿?    |
| Associação Atlética Francana | Brasil | 1978 - 1979 | 5        | 2     |
| São Paulo FC                 | Brasil | 1980 - 1981 | 31       | 5     |
| SC Internacional             | Brasil | 1981 - 1982 | 7        | 4     |
| Atlético Paranaense          | Brasil | 1982 - 1983 | 23       | 5     |
| Fluminense FC                | Brasil | 1983 - 1987 | 177      | 54    |
| Atlético Paranaense          | Brasil | 1988        | ¿?       | ¿?    |
| EC Pinheiros                 | Brasil | 1989        | ¿?       | ¿?    |
| Paysandu SC                  | Brasil | 1989 - 1990 | ¿?       | ¿?    |
| Atlético Paranaense          | Brasil | 1990        | ¿?       | ¿?    |
| Paraná Clube                 | Brasil | 1991        | ¿?       | ¿?    |

## Palmarés

### Campeonatos nacionales
| Título                          | Club                  | País   | Año  |
| ------------------------------- | --------------------- | ------ | ---- |
| Campeonato Paulista             | São Paulo FC          | Brasil | 1980 |
| Campeonato Paulista             | São Paulo FC          | Brasil | 1981 |
| SC Internacional                | Campeonato Gaucho     | Brasil | 1981 |
| Atlético Paranaense             | Campeonato Paranaense | Brasil | 1982 |
| Campeonato Carioca              | Fluminense FC         | Brasil | 1983 |
| Campeonato Carioca              | Fluminense FC         | Brasil | 1984 |
| Campeonato Carioca              | Fluminense FC         | Brasil | 1985 |
| Campeonato Brasileño de Serie A | Fluminense FC         | Brasil | 1984 |
| Campeonato Paranaense           | Paraná Clube          | Brasil | 1991 |